# David Knowles
Dom. David Knowles (né le 29 septembre 1896 ; mort le 21 novembre 1974) est un moine bénédictin et historien britannique.

## Biographie
Né Michael Clive Knowles le 29 septembre 1896 à Studley, Warwickshire, Angleterre, Knowles a fait ses études à Downside School, dirigée par les moines de l'abbaye de Downside, puis au Christ's College de l'université de Cambridge, où il a obtenu une première classe en philosophie et en lettres classiques.